# Привреда Јужног Судана
Привреда Јужног Судана заснована је на принципу слободног тржишта. То је једна од најбрже растућих привреда на свету, тренутно. Тачније, налази се на 17. месту по расту упркос актуелно нестабилном економском тренду. Главни адути Јужног Судана су нафта, гас, агруми и дрвна грађа. Званична валута у земљи је једна јужносуданска фунта. Упркос овим показатељима, становништво Јужног Судана је већином изузетно сиромашно, што је директна последица дугог грађанског рата.

## Природни ресурси
Најзначајнији обновљиви ресурс представљају воде реке Бели Нил са притокама Бахр ел Газалом, Собатом и другим. У планинским пределима на југу земље реке имају потенцијалну енергетску корист. У долини Нила, тачније на простору мочваре Суд, захваљујући дугом влажном периоду тле је повољно за развој пољопривреде и узгој култура. Најзначајнија минерална налазишта размештена су по ободу државе у побрђима. Експлоатишу се следеће сировине: злато, сребро, хром, азбест, манган, гипс, гвожђе, цинк, олово, затим уранијум, бакар, каолин, гранит, никл, кобалт, калај и др.
Свакако најзначајнији природни ресурс Јужног Судана су нафта и гас, чија лежишта су концентрисана у само средишту земље у долинама Нила и Бахр ел Газала. Чак 85% укупне производње нафте у некадашњем Судану, отпадало је на југ земље. Данас је приход од црног злата за Јужни Судан, чак 98% укупног буџета. Експлоатацијом се баве стране нафтним конзорцијуми из Кине, Индије и Малезије. Приход од нафте и гаса током прелазног периода (2005—2011), а на основу Свеобухватног мировног споразума, дељен је на два једнака дела - Судану и Јужном Судану.

## Примарни сектор
Пољопривреда је развијена у долинама. Најзначајнија култура Суда је папирус, а највише се гаје сирак, кукуруз, просо, кикирики, слатки кромпир, затим гумарабика, шећерна трска, пиринач, пасуљ, маниока и др. Најзначајније врсте воћа карактеристичне за Јужни Судан су: манго, папаја и банана. Сточарство се базира на гајењу коза, оваца и говеда. Најзначајнији сточарски рејони су на северозападу и у побрђима на југу земље. Шумарство је развијено на крајњем југу Јужног Судана у зони тропских шума где се експлоатише квалитетно тиково дрво.

## Индустрија
На бази природних ресурса и примарног сектора развиле су се бројне индустријске гране Јужног Судана. На првим месту то су енергетика и нафтна индустрија. Следе их дрвна индустрија на југу земље у зони кишних шума, затим прехрамбена за производњу и прераду воћа и поврћа и грађевинска на бази минералних сировина. Важну улогу заузима и рударство захваљујући богатим лежиштима, па се злато, сребро и дијаманти убрајају у најзначајније производе. Свеукупно, индустрија Јужног Судана је у развоју и опоравља се од недавног грађанског рата и разарања.

## Саобраћај и трговина
Инфраструктура Јужног Судана је значајно нарушена након вишегодишњи разарања током грађанског рата. Сви најважнији градови повезани су путевима. Мрежа саобраћајница је најгушћа на југу, северозападу и у средишњем делу земље. На неким деоницама је онемогућен транспорт за време кишне сезоне због великих поплава. Главни град Џуба повезани је регионалним путем А-34 са Авејлом, Румбеком, Вавом, и даље на југоистоку са Кенијом и Угандом. Ка западу се наставља магистрала до града Јамбјо и даље у ДР Конго. На север од Џубе пролази пут преко Бора, па све до Малакала на североистоку земље. Саобраћај се обавља и на рекама Бели Нил, Бахр ел Газал и Собат. Ваздушни међународни транспорт врши се преко интернационалног аеродрома у Џуби, а једним делом и преко ваздушне луке у Малакалу. Унутрашњи саобраћај функционише и преко аеродрома у Бору, Ваву и Јамбјоу.
Основу трговинске делатности Јужног Судана представља производња и извоз нафте и гаса. Око 98% јавних прихода који износе осам милијарди долара, долазе од „црног злата“. Главни трговински партнери Јужног Судана су Египат, неке земље Европе и државе Блиског истока. На страно тржише извозе се и злато, сребро и дијаманти. У пољопривредној размени главни адути су месо, вуна и памук.

## Туризам
Туристички потенцијали Јужног Судана су изузетно велики, али је он недовољно развијен услед дугогодишњег рата. Саванска пространства средишњег и северног дела земље насељена су великим бројем јединки газела, слонова, жирафа, зебри и других врста што омогућује развој фото-сафарија. На југу су богате тропске шуме где живе шимпанзе и друге врсте мајмуна. И једни и други предели су потенцијалне локације за посету љубитеља дивљих животиња. Још за време некадашњег Судана, због својих изузетних одлика законом су заштићене велике површине попут мочваре Суд, националних паркова Бома и Бандигило и резервата Зераф.